# Euro Beach Soccer League 2004
L'Euro Beach Soccer League 2004 è la 7ª edizione di questo torneo.

## Calendario
| Data          | Paese                  | Città             | Stage                                                   |
| ------------- | ---------------------- | ----------------- | ------------------------------------------------------- |
| 2-4 luglio    | Francia (bandiera)     | Marsiglia         | Divisione A stage 1                                     |
| 9-11 luglio   | Italia (bandiera)      | Scoglitti         | Divisione A stage 2                                     |
| 9-11 luglio   | Turchia (bandiera)     | Istanbul          | Divisione B stage 1                                     |
| 16-18 luglio  | Portogallo (bandiera)  | Portimão          | Divisione A stage 3                                     |
| 16-18 luglio  | Austria (bandiera)     | Linz              | Divisione B stage 2                                     |
| 23-25 luglio  | Norvegia (bandiera)    | Stavanger         | Divisione A stage 4                                     |
| 6-8 agosto    | Spagna (bandiera)      | Palma de Mallorca | Divisione A stage 5 - Divisione B stage 3 - Divisione C |
| 13-15 agosto  | Svizzera (bandiera)    | Interlaken        | Divisione B stage 4                                     |
| 20-22 agosto  | Belgio (bandiera)      | Bruxelles         | Divisione B stage 5                                     |
| 25-26 agosto  | Inghilterra (bandiera) | Brighton          | Divisione A stage 6                                     |
| 3-5 settembre | Monaco (bandiera)      | Montecarlo        | Finali                                                  |

## Squadre partecipanti

### Divisione A
- Francia
- Italia
- Portogallo
- Spagna
- Inghilterra
- Norvegia

### Divisione B
- Austria
- Belgio
- Germania
- Svizzera
- Turchia

### Divisione C
- Grecia
- Ungheria
- Monaco
- Paesi Bassi

- Slovenia (ritirata)
- Polonia
- Svezia
- Ucraina

## Formato
In questa edizione troviamo la divisione A composta da 6 squadre che si affronteranno in sei stage. Al termine di questi le prime 4 squadre meglio classificate accedono alle finali.
Nella divisione B, composta da 5 compagini, ci saranno appunto cinque stage che daranno la possibilità a tre squadre di accedere alla finale.
Infine in divisione C ci sono otto nazionali che si affronteranno in un torneo ad eliminazione diretta.
La vincitrice avrà accesso alle finali.

## Divisione A

### Stage 1
| Pos | Team       | G | V | V+ | P | GF | GS | +/- | P |
| --- | ---------- | - | - | -- | - | -- | -- | --- | - |
| 1   | Portogallo | 3 | 2 | 1  | 0 | 21 | 16 | +5  | 8 |
| 2   | Italia     | 3 | 2 | 0  | 1 | 17 | 18 | –1  | 6 |
| 3   | Francia    | 3 | 1 | 0  | 2 | 22 | 22 | 0   | 3 |
| 4   | Norvegia   | 3 | 0 | 0  | 3 | 10 | 14 | –4  | 0 |

| Squadra 1  | Risultato       | Squadra 2 |
| ---------- | --------------- | --------- |
| Portogallo | 7-3             | Italia    |
| Francia    | 5-3             | Norvegia  |
| Italia     | 9-7             | Francia   |
| Portogallo | 4-3             | Norvegia  |
| Italia     | 5-4             | Norvegia  |
| Portogallo | 10-10 (2-1 dcr) | Francia   |

### Stage 2
| Pos | Team        | G | V | V+ | P | GF | GS | +/- | P |
| --- | ----------- | - | - | -- | - | -- | -- | --- | - |
| 1   | Spagna      | 3 | 3 | 0  | 0 | 20 | 6  | +14 | 9 |
| 2   | Italia      | 3 | 1 | 1  | 1 | 13 | 11 | +2  | 5 |
| 3   | Norvegia    | 3 | 1 | 0  | 2 | 12 | 22 | −10 | 3 |
| 4   | Inghilterra | 3 | 0 | 0  | 3 | 4  | 10 | –6  | 0 |

| Squadra 1 | Risultato | Squadra 2   |
| --------- | --------- | ----------- |
| Spagna    | 9-2       | Norvegia    |
| Italia    | 3-2 dts   | Inghilterra |
| Spagna    | 7-2       | Inghilterra |
| Italia    | 8-5       | Norvegia    |
| Spagna    | 4-2       | Italia      |
| Norvegia  | 3-2       | Inghilterra |

### Stage 3
| Pos | Team        | G | V | V+ | P | GF | GS | +/- | P |
| --- | ----------- | - | - | -- | - | -- | -- | --- | - |
| 1   | Portogallo  | 3 | 2 | 0  | 1 | 19 | 12 | +7  | 6 |
| 2   | Spagna      | 3 | 2 | 0  | 1 | 19 | 15 | +4  | 6 |
| 3   | Italia      | 3 | 2 | 0  | 1 | 15 | 12 | +3  | 6 |
| 4   | Inghilterra | 3 | 0 | 0  | 3 | 10 | 24 | –14 | 0 |

| Squadra 1  | Risultato | Squadra 2   |
| ---------- | --------- | ----------- |
| Spagna     | 8-7       | Inghilterra |
| Italia     | 6-4       | Portogallo  |
| Portogallo | 10-2      | Inghilterra |
| Spagna     | 7-3       | Italia      |
| Italia     | 6-1       | Inghilterra |
| Portogallo | 5-4       | Spagna      |

### Stage 4
| Pos | Team        | G | V | V+ | P | GF | GS | +/- | P |
| --- | ----------- | - | - | -- | - | -- | -- | --- | - |
| 1   | Spagna      | 3 | 3 | 0  | 0 | 25 | 10 | +15 | 9 |
| 2   | Francia     | 3 | 2 | 0  | 1 | 19 | 15 | +4  | 6 |
| 3   | Norvegia    | 3 | 1 | 0  | 2 | 13 | 17 | –4  | 3 |
| 4   | Inghilterra | 3 | 0 | 0  | 3 | 10 | 25 | –15 | 0 |

| Squadra 1 | Risultato | Squadra 2   |
| --------- | --------- | ----------- |
| Norvegia  | 5-3       | Inghilterra |
| Spagna    | 7-3       | Francia     |
| Francia   | 7-3       | Norvegia    |
| Spagna    | 11-3      | Inghilterra |
| Francia   | 9-4       | Inghilterra |
| Spagna    | 7-4       | Norvegia    |

### Stage 5
| Pos | Team       | G | V | V+ | P | GF | GS | +/- | P |
| --- | ---------- | - | - | -- | - | -- | -- | --- | - |
| 1   | Spagna     | 3 | 2 | 1  | 0 | 18 | 13 | +5  | 8 |
| 2   | Francia    | 3 | 1 | 1  | 1 | 12 | 12 | 0   | 5 |
| 3   | Norvegia   | 3 | 1 | 0  | 2 | 13 | 13 | 0   | 3 |
| 4   | Portogallo | 3 | 0 | 0  | 3 | 12 | 17 | –5  | 0 |

| Squadra 1 | Risultato | Squadra 2  |
| --------- | --------- | ---------- |
| Francia   | 4-3 dts   | Portogallo |
| Spagna    | 5-4 dts   | Norvegia   |
| Norvegia  | 6-4       | Portogallo |
| Spagna    | 6-4       | Francia    |
| Francia   | 4-3       | Norvegia   |
| Spagna    | 7-5       | Portogallo |

### Stage 6
Lo stage 6 si sarebbe dovuto disputare in Inghilterra, più precisamente a Brighton, ma a causa della mancanza di sponsor è stato annullato. Anche se Sky confermava la copertura televisiva, non sono stati trovati nuovo sponsor per questo stage.

### Classifica generale
| Pos | Team        | G  | V  | V+ | P | GF | GS | +/- | P  | Qualificazione                 |
| --- | ----------- | -- | -- | -- | - | -- | -- | --- | -- | ------------------------------ |
| 1   | Spagna      | 12 | 10 | 1  | 1 | 82 | 44 | +38 | 32 | Qualificate per la fase finale |
| 2   | Italia      | 9  | 5  | 1  | 3 | 45 | 41 | +4  | 17 | Qualificate per la fase finale |
| 3   | Portogallo  | 9  | 4  | 1  | 4 | 52 | 45 | +7  | 14 | Qualificate per la fase finale |
| 4   | Francia     | 9  | 4  | 1  | 4 | 53 | 49 | +4  | 14 | Qualificate per la fase finale |
| 5   | Norvegia    | 12 | 3  | 0  | 9 | 48 | 66 | –18 | 9  |                                |
| 6   | Inghilterra | 9  | 0  | 0  | 9 | 24 | 59 | –35 | 0  |                                |

## Divisione B

### Stage 1
| Pos | Team     | G | V | V+ | P | GF | GS | +/- | P |
| --- | -------- | - | - | -- | - | -- | -- | --- | - |
| 1   | Belgio   | 3 | 2 | 0  | 1 | 14 | 10 | +4  | 6 |
| 2   | Austria  | 3 | 2 | 0  | 1 | 14 | 14 | 0   | 6 |
| 3   | Turchia  | 3 | 1 | 0  | 2 | 11 | 12 | –1  | 3 |
| 4   | Svizzera | 3 | 1 | 0  | 2 | 9  | 12 | –3  | 3 |

| Squadra 1 | Risultato | Squadra 2 |
| --------- | --------- | --------- |
| Austria   | 6-5       | Turchia   |
| Svizzera  | 5-3       | Belgio    |
| Belgio    | 6-3       | Austria   |
| Turchia   | 4-1       | Svizzera  |
| Austria   | 5-3       | Svizzera  |
| Belgio    | 5-2       | Turchia   |

### Stage 2
| Pos | Team     | G | V | V+ | P | GF | GS | +/- | P |
| --- | -------- | - | - | -- | - | -- | -- | --- | - |
| 1   | Svizzera | 3 | 2 | 0  | 1 | 13 | 11 | +2  | 6 |
| 2   | Austria  | 3 | 1 | 1  | 1 | 10 | 11 | –1  | 5 |
| 3   | Turchia  | 3 | 1 | 0  | 2 | 13 | 14 | –1  | 3 |
| 4   | Germania | 3 | 1 | 0  | 2 | 14 | 14 | +1  | 3 |

| Squadra 1 | Risultato     | Squadra 2 |
| --------- | ------------- | --------- |
| Svizzera  | 4-2           | Austria   |
| Turchia   | 7-4           | Germania  |
| Austria   | 3-3 (2-1 dcr) | Germania  |
| Svizzera  | 5-2           | Turchia   |
| Austria   | 5-4           | Turchia   |
| Germania  | 7-4           | Svizzera  |

### Stage 3
| Pos | Team     | G | V | V+ | P | GF | GS | +/- | P |
| --- | -------- | - | - | -- | - | -- | -- | --- | - |
| 1   | Austria  | 3 | 2 | 0  | 1 | 17 | 12 | +5  | 6 |
| 2   | Germania | 3 | 2 | 0  | 1 | 18 | 16 | +2  | 6 |
| 3   | Belgio   | 3 | 2 | 0  | 1 | 13 | 15 | –2  | 6 |
| 4   | Turchia  | 3 | 0 | 0  | 3 | 9  | 14 | –5  | 0 |

| Squadra 1 | Risultato | Squadra 2 |
| --------- | --------- | --------- |
| Belgio    | 3-2       | Turchia   |
| Germania  | 6-5       | Austria   |
| Austria   | 8-4       | Belgio    |
| Germania  | 7-5       | Turchia   |
| Belgio    | 6-5       | Germania  |
| Austria   | 4-2       | Turchia   |

### Stage 4
| Pos | Team     | G | V | V+ | P | GF | GS | +/- | P |
| --- | -------- | - | - | -- | - | -- | -- | --- | - |
| 1   | Svizzera | 3 | 3 | 0  | 0 | 29 | 20 | +9  | 9 |
| 2   | Germania | 3 | 2 | 0  | 1 | 24 | 20 | +4  | 6 |
| 3   | Belgio   | 3 | 1 | 0  | 2 | 20 | 21 | –1  | 3 |
| 4   | Turchia  | 3 | 0 | 0  | 3 | 12 | 24 | –12 | 0 |

| Squadra 1 | Risultato | Squadra 2 |
| --------- | --------- | --------- |
| Germania  | 7-2       | Turchia   |
| Svizzera  | 8-6       | Austria   |
| Svizzera  | 12-9      | Germania  |
| Belgio    | 8-5       | Turchia   |
| Germania  | 8-6       | Belgio    |
| Svizzera  | 9-5       | Turchia   |

### Stage 5
| Pos | Team     | G | V | V+ | P | GF | GS | +/- | P |
| --- | -------- | - | - | -- | - | -- | -- | --- | - |
| 1   | Belgio   | 3 | 3 | 0  | 0 | 15 | 9  | +6  | 9 |
| 2   | Svizzera | 3 | 1 | 0  | 2 | 16 | 11 | +5  | 3 |
| 3   | Austria  | 3 | 1 | 0  | 2 | 11 | 12 | –1  | 3 |
| 4   | Germania | 3 | 1 | 0  | 2 | 11 | 21 | –10 | 3 |

| Squadra 1 | Risultato | Squadra 2 |
| --------- | --------- | --------- |
| Belgio    | 6-3       | Svizzera  |
| Germania  | 6-5       | Austria   |
| Svizzera  | 10-1      | Germania  |
| Belgio    | 3-2       | Austria   |
| Belgio    | 6-4       | Germania  |
| Austria   | 4-3       | Svizzera  |

### Classifica generale
| Pos | Team     | G  | V | V+ | P  | GF | GS | +/- | P  | Qualificazione                 |
| --- | -------- | -- | - | -- | -- | -- | -- | --- | -- | ------------------------------ |
| 1   | Belgio   | 12 | 8 | 0  | 4  | 62 | 55 | +7  | 24 | Qualificate per la fase finale |
| 2   | Svizzera | 12 | 7 | 0  | 5  | 67 | 54 | +13 | 21 | Qualificate per la fase finale |
| 3   | Austria  | 12 | 6 | 1  | 5  | 52 | 49 | +3  | 20 | Qualificate per la fase finale |
| 4   | Germania | 12 | 6 | 0  | 6  | 67 | 71 | –4  | 18 |                                |
| 5   | Turchia  | 12 | 2 | 0  | 10 | 45 | 64 | –19 | 6  |                                |

## Divisione C

### Quarti di finale
| Squadra 1   | Risultato | Squadra 2 |
| ----------- | --------- | --------- |
| Polonia     | -         | Slovenia  |
| Ungheria    | 12-1      | Monaco    |
| Paesi Bassi | 4-1       | Grecia    |
| Ucraina     | 8-2       | Svezia    |

### Semifinali

#### Vincenti
| Squadra 1 | Risultato | Squadra 2   |
| --------- | --------- | ----------- |
| Ungheria  | 6-2       | Polonia     |
| Ucraina   | 6-2       | Paesi Bassi |

#### Perdenti
| Squadra 1 | Risultato | Squadra 2 |
| --------- | --------- | --------- |
| Monaco    | -         | Slovenia  |
| Grecia    | 7-2       | Svezia    |

### Finali

#### 7º-8º posto
| Squadra 1 | Risultato | Squadra 2 |
| --------- | --------- | --------- |
| Svezia    | -         | Slovenia  |

#### 5º-6º posto
| Squadra 1 | Risultato | Squadra 2 |
| --------- | --------- | --------- |
| Grecia    | 4-2       | Monaco    |

#### 3º-4º posto
| Squadra 1 | Risultato | Squadra 2   |
| --------- | --------- | ----------- |
| Polonia   | 10-6      | Paesi Bassi |

#### 1º-2º posto
| Squadra 1 | Risultato | Squadra 2 |
| --------- | --------- | --------- |
| Ucraina   | 5-2       | Ungheria  |

### Classifica generale
| Posizione | Squadra     | Qualificazione                 |
| --------- | ----------- | ------------------------------ |
| 1         | Ucraina     | Qualificata per la fase finale |
| 2         | Ungheria    |                                |
| 3         | Polonia     |                                |
| 4         | Paesi Bassi |                                |
| 5         | Grecia      |                                |
| 6         | Monaco      |                                |
| 7         | Svezia      |                                |

## Finali

### Squadre qualificate
| Pos. | Squadre    | Divisione | Turno di ingresso |
| ---- | ---------- | --------- | ----------------- |
| 1    | Portogallo | A         | Quarti di finale  |
| 2    | Spagna     | A         | Quarti di finale  |
| 3    | Italia     | A         | Quarti di finale  |
| 4    | Francia    | A         | Quarti di finale  |
| 5    | Belgio     | B         | Quarti di finale  |
| 6    | Svizzera   | B         | Quarti di finale  |
| 7    | Austria    | B         | Quarti di finale  |
| 8    | Ucraina    | C         | Quarti di finale  |

### Quarti di finale
| Squadra 1  | Risultato | Squadra 2 |
| ---------- | --------- | --------- |
| Ucraina    | 5-3       | Spagna    |
| Portogallo | 10-7      | Belgio    |
| Francia    | 10-9      | Svizzera  |
| Italia     | 14-5      | Austria   |

### Semifinali

#### Vincenti
| Squadra 1  | Risultato | Squadra 2 |
| ---------- | --------- | --------- |
| Portogallo | 7-4       | Ucraina   |
| Francia    | 9-2       | Italia    |

#### Perdenti
| Squadra 1 | Risultato | Squadra 2 |
| --------- | --------- | --------- |
| Spagna    | 9-3       | Belgio    |
| Svizzera  | 12-5      | Austria   |

### Finali

#### 7º-8º posto
| Squadra 1 | Risultato | Squadra 2 |
| --------- | --------- | --------- |
| Belgio    | 9-3       | Austria   |

#### 5º-6º posto
| Squadra 1 | Risultato | Squadra 2 |
| --------- | --------- | --------- |
| Spagna    | 8-4       | Svizzera  |

#### 3º-4º posto
| Squadra 1 | Risultato | Squadra 2 |
| --------- | --------- | --------- |
| Ucraina   | 5-3       | Italia    |

#### 1º-2º posto
| Squadra 1 | Risultato | Squadra 2  |
| --------- | --------- | ---------- |
| Francia   | 6-3       | Portogallo |

## Classifica Finale
| Pos | Team       |
| --- | ---------- |
| 1   | Francia    |
| 2   | Portogallo |
| 3   | Ucraina    |
| 4   | Italia     |
| 5   | Spagna     |
| 6   | Svizzera   |
| 7   | Belgio     |
| 8   | Austria    |